# 石田亜矢子
石田 亜矢子（いしだ あやこ、1971年11月9日 - ）は、元リングアナウンサー。神奈川県横浜市出身。神奈川県立野庭高等学校卒業。

## 経歴
- 全日本女子プロレスのスター選手だった井上京子の熱狂的なファンであったが、井上が全日本女子を退団後に設立したネオ・レディース（のちのNEO女子プロレス）に自ら志願し旗揚げに参加。リングアナウンサーとして慣れないリングに立ちながらも、雑用もこなすなど下積みを重ねる。またストーリー展開上の重要人物としても活躍しており、シャーク土屋に目を付けらてしまいリング上や本部席でも挑発されていた。後にレスラーとしても数回に渡ってリングに上がり、クラッシャー前泊らと対戦したこともある。
- 2005年に夫の病気で休業に入るが、翌年の2006年に復帰している。
- 2010年、NEO女子プロレスの解散とともにリングアナを引退するまで、長期間に渡り井上京子を支え続けた。引退の理由は「NEO以外の団体でリングアナをする姿が想像できない」ことと、家庭の事情[1]であった。
- 2011年、井上京子が中心となって旗揚げした「ワールド女子プロレス・ディアナ」の設立準備に携わる[1]。しかし団体設立後はスタッフとして参加せず、井上京子やディアナとはほぼ関わりが無い状態である。
- 2012年には、元「週刊ゴング」統括マネージャー杉本喜公が代表を務め、元女子プロレスラーのライブ制作も手がけるパブリック・ジョイ・プロダクションが運営するPUBLIC JOY STOREの運営統括責任者となる。また、パブリック・ジョイ・プロダクションと業務提携を結んださくらえみが旗揚げした我闘雲舞の日本での定期興行『Gatoh-meet』及び『Gatoh-Move Japan tour』（10月に呼称変更）の運営（チケット製作・販売・受付・売店などの業務全般）にも携わり[2]、PUBLIC JOY STOREにて同団体オフィシャルグッズも取り扱っている。さらに佐野直が経営する「スタンリークラブ」にも2か月に1回の割合で登場して活躍中である。

- 現在[いつ?]はツイッターで自身の近況を更新中。

## 人物
- 見た目によらず巨乳の持ち主であり、震度2で胸が揺れたことによりFカップと判明した。
- 大の酒好きであり、それに関わる失敗談が沢山ある。
- NEOが解散後も所属していた選手・スタッフとは現在でも交流が続いている。中でも仲村由佳・千春とは仕事仲間であり[3]、スタンリークラブには千春と共に立っている。
- ゆず、クレイジーケンバンド、The Bandman's Kindのファンである。
- 我闘雲舞のテーマ曲を製作する際、The Bandman's Kindのメンバーに直接交渉して曲の使用を了承してもらい[4]、また、我闘雲舞の売店でもCDの販売の許可を得て行っている[5]。
- 趣味はスポーツジムでランニングマシーンをしながら「5時に夢中」を視聴することであるが、自宅に帰宅後はジムで流した汗の10倍はビールを摂取してしまうため、ダイエット効果は全く無い。痩せる目的ではなく健康維持と体力作りでトレーニングを行う形である。
- 二日酔いで電車に乗り、よく寝過ごしてしまうことがある。以前宇都宮にライブを見に行こうとした所、寝過ごしてしまって起きた際には那須高原だったというエピソードを持つ。
- 三田英津子・元気美佐恵の2人がNEO退団後はリングアナにもかかわらず、団体内では石田が一番体格が良い女子となった。